# Арада (Дагестан)
Арада — село в Хунзахском районе Дагестана. Входит в состав сельского поселения Батлаичский сельсовет.

## Географическое положение
Расположено на территории Кумторкалинского района, в 26 км к северо-востоку от города Кизилюрт.

## История
Указом Президиума Верховного Совета ДАССР от 23.02.1972 года на территории Кизилюртовского района на землях закрепленных за колхозом имени К.Маркса зарегистрирован новый населённый пункт Арада.

## Население
| 1989 | 2002 | 2010 | 2021 |
| ---- | ---- | ---- | ---- |
| 574  | ↗712 | ↘673 | ↘623 |

По данным Всероссийской переписи населения 2010 года — моноэтничное аварское село.